# Stephenie Meyer
Stephenie Meyer (født 24. december 1973 i Hartford, Connecticut) er en amerikansk forfatter. Hun har blandt andet skrevet de fire bøger i Tusmørke-serien. Serien handler om en teenager ved navn Bella Swan, og hendes kærlighed til vampyren Edward Cullen.
I forbindelse med Tusmørke-serien påbegyndte Meyer en femte roman med titlen Midnight Sun, men hun stoppede arbejdet igen, da bogen blev lækket af en ukendt kilde.
5. juni 2010 udkom en "novelle" med titlen The Short Second Life of Bree Tanner, som er en forlængelse af tredje roman i Tusmørke-serien, Formørkelse.
Derudover har hun udgivet Sci-fi-romanen The Host (på dansk Vandrende Sjæle), som udkom i 2008 på engelsk.
Stephenie Meyer er gift og har tre sønner.